# Josep Jorge i Vinaixa
Josep Jorge i Vinaixa (València, 6 de gener de 1866 - Madrid, 23 d'abril de 1934) fou un periodista i polític valencià establert a Barcelona.
Estudià a València, i després s'establí un temps a Madrid, on fou redactor d'El Globo. El seu amic Vicente Blasco Ibáñez el cridà novament a València, on fou redactor d’El Pueblo i regidor a l'ajuntament en 1902. Després es va fer amic d'Alejandro Lerroux, a qui acompanyà a Barcelona, on fou director d'El Progreso i militant del Partit Republicà Radical, amb el qual fou elegit regidor a l'Ajuntament de Barcelona a les eleccions municipals de 1909 i 1917.
De 1928 a 1931 fou director d'El Progreso, el 1929 vocal de l'Asociación de Prensa Diaria i el 1930 vicepresident de la Cooperativa de Periodistes per a la Construcció de Cases Barates. Durant la proclamació de la Segona República Espanyola fou membre del Comité de Acción Ciudadana para la Conservación del Orden. La seva amistat amb Lerroux li va valdre que fos nomenat governador civil de la província de Palència (1931) i de la província de Castelló (1933). Després fou nomenat delegat de la Divisió Hidràulica del Guadiana. L'abril de 1934 va patir un dolor agut i va morir al seu domicili.

## Obres
- El papa Luna
- La monja de las llagas
- La expulsión de los jesuitas